# Волохівське газоконденсатне родовище
Волохівське газоконденсатне родовище — належить до Рябухинсько-Північно-Голубівського газоносного району Східного нафтогазоносного регіону України.

## Опис
Розташоване в Харківській області на відстані 35 км від м. Балаклія.
Знаходиться в південно-східній частині півн. прибортової зони Дніпровсько-Донецької западини.
Підняття виявлене в 1967 р. і у відкладах середнього карбону являє собою асиметричну брахіантикліналь північно-західного простягання. Розміри складки по ізогіпсі — 3200 м 2,5х1,5 м, амплітуда близько 60 м. На різних стратиграфічних рівнях карбону будова структури суттєво змінюється. В 1968 р. з відкладів московського ярусу з інт. 2913-3064 м отримано фонтан газоконденсатної суміші дебітом 272 тис. м³/добу через штуцер діаметром 13 мм.
Поклади пластові, склепінчасті, тектонічно екрановані та літологічно обмежені. Колектори — пісковики.
Експлуатується з 1976 р. Режим покладів газовий та водонапірний. Запаси початкові видобувні категорій А+В+С1: газу — 5814 млн. м³; конденсату — 185 тис. т.